# Уитленд (тауншип, Миннесота)
Уитленд (англ. Wheatland) — тауншип в округе Райс, Миннесота, США. На 2000 год его население составило 1358 человек.

## География
По данным Бюро переписи населения США площадь тауншипа составляет 89,7 км², из которых 87,5 км² занимает суша, а 2,3 км² — вода (2,51 %).

## Демография
По данным переписи населения 2000 года здесь находились 1358 человек, 437 домохозяйств и 370 семей.  Плотность населения —  15,5 чел./км².  На территории тауншипа расположено 444 постройки со средней плотностью 5,1 построек на один квадратный километр. Расовый состав населения: 99,04 % белых, 0,15 % афроамериканцев, 0,15 % коренных американцев, 0,22 % азиатов и 0,44 % приходится на две или более других рас. Испанцы или латиноамериканцы любой расы составляли 0,59 % от популяции тауншипа.
Из 437 домохозяйств в 48,5 % воспитывались дети до 18 лет, в 74,4 % проживали супружеские пары, в 5,5 % проживали незамужние женщины и в 15,3 % домохозяйств проживали несемейные люди. 11,2 % домохозяйств состояли из одного человека, при том 4,6 % из — одиноких пожилых людей старше 65 лет. Средний размер домохозяйства — 3,11, а семьи — 3,36 человека.
33,7 % населения — младше 18 лет, 6,0 % — в возрасте от 18 до 24 лет, 31,6 % — от 25 до 44, 21,3 % — от 45 до 64, и 7,4 % — старше 65 лет. Средний возраст — 34 года. На каждые 100 женщин приходилось 113,2 мужчин.  На каждые 100 женщин старше 18 приходилось 111,5 мужчин.
Средний годовой доход домохозяйства составлял 54 286 долларов, а средний годовой доход семьи —  60 074 доллара. Средний доход мужчин —  39 861  доллар, в то время как у женщин — 29 063. Доход на душу населения составил 20 402 доллара. За чертой бедности находились 2,5 % семей и 3,6 % всего населения тауншипа, из которых 1,1 % младше 18 и 12,7 % старше 65 лет.